# Bitva u Šiauliai
Bitva u Šiauliai (litevsky: Saulės mūšis nebo Šiaulių mūšis; německy: Schlacht von Schaulen) bylo vojenské střetnutí mezi Řádem mečových bratří a pohanskými vojsky Žmuďanů a Zemgalů (v moderním smyslu Litevců a Lotyšů), k němuž došlo 22. září 1236, pravděpodobně nedaleko dnešního litevského města Šiauliai (německy: Schaulen). Pohanská vojska pod vedením žmuďského vojvody Vykintase dosáhla rozhodného vítězství. Křižácký velitel a velmistr Řádu mečových bratří Volkwin v bitvě padl, spolu s dalšími asi 60 rytíři (90 procent řádu) a dalšími 2700 křesťanskými bojovníky (z celkového počtu asi 3000). Baltská armáda naopak ztratila jen 1200 mužů z asi 5000. Byla to první velká porážka křižáků v Pobaltí od zahájení severních křížových výprav. Mečoví bratři, první katolický vojenský řád v Pobaltí, byl v bitvě natolik zdecimován, že mu nezbylo než v roce 1237 požádat o začlenění do Řádu německých rytířů. V jeho rámci je pak znám jako Livonský řád. Bitva inspirovala pohanské povstání Kurů, Zemgalů, Sélů a Osilianů, tedy kmenů, které byly předtím řádem ovládnuty. Během tohoto povstání řád ztratil veškerá území, která dobyl v uplynulých třiceti letech. Od roku 2000 se den vítězné bitvy slaví v Litvě a Lotyšsku jako Den baltské jednoty.
Úspěch Vykintasovy armády spočíval v tom, že jeho lehká jízda se lépe pohybovala v bažinatém terénu a vrhala oštěpy na krátkou vzdálenost, které prorážely křižácká brnění. Tato taktika nedovolovala rytířům se utkat s nepřítelem v boji muž proti muži, v němž by lepší zbroj mohli využít. Stejný účinek měla dlouhá kopí, o nichž se výslovně zmiňuje Livländische Reimchronik.
Přesné místo, kde se bitva odehrála, je předmětem sporů. Chronicum Livoniae Hermanna von Wartberge uvádí, že bitva byla svedena v terram Sauleorum. Tradičně se to ztotožňovalo se Šiauliai, případně s malým městem Vecsaule poblíž Bausky v dnešním jižním Lotyšsku. V roce 1965 navrhl německý historik Friedrich Benninghoven jako místo bitvy vesnici Jauniūnai v okrese Joniškis v Litvě. Teorie získala určitou akademickou podporu a v roce 2010 litevská vláda sponzorovala v Jauniūnai stavbu památníku – 29 metrů vysokých slunečních hodin. Užití symboliky slunce vychází z toho, že saule znamená v litevštině slunce a dokonce někteří historici se domnívají, že na slunce opravdu mohl Wartberge odkazovat, takže se bitva v některých jazycích nazývá „sluneční bitva“, zejména ve francouzštině: Bataille du Soleil. Jsou ale i jiné vesnice v Litvě, které tvrdí, že se u nich bitva konala, například obec Pamūšis, která leží asi 10 kilometrů východně od Janiūnai.